# Богненко
Богненко — хутор в Красносулинском районе Ростовской области.
Входит в состав Киселевского сельского поселения.

## География
Расположен на берегу реки Керета

### Улицы
- ул. Береговая,
- ул. Луговая,
- ул. Северная,
- ул. Степная,
- ул. Центральная.

## Население
| 2010 |
| ---- |
| 102  |